# Mississippi Masala
Mississippi Masala ist ein US-amerikanisches Melodrama aus dem Jahr 1991. Regie führte die indische Filmregisseurin Mira Nair.

## Handlung
Der Diktator Idi Amin befiehlt die Abschiebung aller Inder aus Kapland, Uganda. Auch der Anwalt Jay, seine Frau Kinnu und Mina, dessen kleine Tochter, müssen gehen. 
Nun lebt Jay mit seiner Familie im tiefen Süden der USA. Er arbeitet als Hotelmanager, träumt von der Rückkehr nach Uganda und führt Prozesse um seinen alten Besitz. Im Gegensatz zu Kinnu und Mina will er sich mit dem Leben im schwarzen Greenwood nicht anfreunden, obwohl er viele Freunde hat, und versucht alles in seiner Macht Stehende zu tun, um zurück nach Uganda zu können.
Ein Autounfall mit Blechschaden bringt Mina mit Demetrius, einem Schwarzen, zusammen. Sie verlieben sich ineinander, was viele Probleme zur Folge hat. Es kommt zu rassistischen Auseinandersetzungen innerhalb der Familien, doch die Liebe zwischen Mina und Demetrius ist stärker. Sie lassen ihre strengen Elternhäuser hinter sich und beginnen ein neues Leben.

## Produktion
Die in Mississippi spielenden Szenen wurden in Mississippi gedreht, die in Uganda spielenden Szenen in Kampala.

## Kritiken
„"Mississippi Masala" ist vom Budget her ein für Hollywood-Verhältnisse eher bescheidener Film, aber im Hinblick auf sein Talent, seine Landschaften und Themen ist er ein großer Film. Rassismus ist zumindest oberflächlich betrachtet nicht das Hauptthema des Films, stattdessen müssen Mina und Demetrius gegen ein Gefühl kultureller Verwerfungen kämpfen, die aus jeweils unterschiedlichen Gründen ein Teil ihres Erbes sind.“

„Mit ethnologisch-sozialkritischen Untertönen als Plädoyer für die Völkerverständigung inszenierter Film; […] als Komödie fehlt es ihm an Leichtigkeit, als Studie an Konsequenz.“